# Cibodas (Pelabuhan Ratu)
Cibodas is een bestuurslaag in het regentschap Sukabumi van de provincie West-Java, Indonesië. Cibodas telt 7141 inwoners (volkstelling 2010).